# Georg Andreas von Rosen

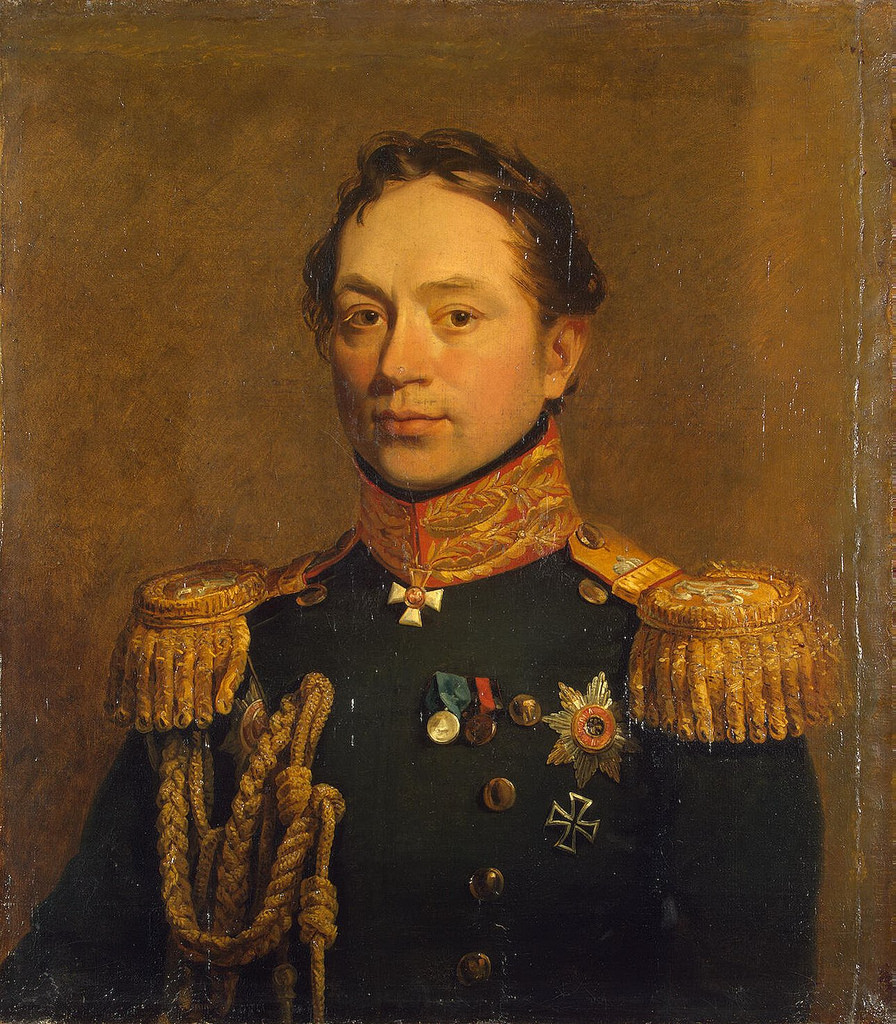
Georg Andreas von Rosen

Georg Andreas von Rosen (russisch Григорий Владимирович Розен, Grigori Wladimirowitsch Rosen; * 19. Septemberjul. / 30. September 1781greg.; † 3. Augustjul. / 15. August 1841greg. in Moskau) war ein General der kaiserlich russischen Armee.

## Leben

### Herkunft
Georg Andreas von Rosen war Angehöriger der livländischen Barone von Rosen. Seine Eltern waren der russische Generalleutnant Woldemar von Rosen (1742–1790) und dessen Ehefrau Olimpiada Fedorowna, geborene Raewskaja. Der russische Generalmajor Alexander von Rosen (1780–1833) war sein Bruder.

### Werdegang
Rosen trat 1789 in russische Kriegsdienste und machte unter Suworow die Feldzüge in Polen und Italien mit, wurde 1806 Oberst, 1809 Generalmajor, 1811 Brigadekommandeur und 1812 Kommandeur der 1. Gardebrigade, an deren Spitze er sich in der Schlacht bei Borodino, im Gefecht bei Moschaisk und später bei Verfolgung der Franzosen auszeichnete. In der Schlacht bei Großgörschen und der Schlacht bei Bautzen war er als Kommandeur der 1. Grenadier-Division eingesetzt, kämpfte dann mit dem Ostermannschen Korps bei Kulm und im Oktober 1813 als Generalleutnant in der Völkerschlacht bei Leipzig, sowie im Frühjahr 1814 bei Arcis-sur-Aube und Montmartre. Er erhielt den preußischen Pour le Mérite und das Eiserne Kreuz I. Klasse.
Im Februar 1831 führte er nach der polnischen Erhebung unter Feldmarschall Diebitsch das VI. Infanteriekorps und schlug die Polen in der blutigen Schlacht bei Grochów, wurde aber im folgenden Monat bei Dembe-Wielki und Iganie von General Skrzynecki geschlagen. Nach Unterdrückung des polnischen Aufstands wurde er zum Gouverneur der transkaukasischen Provinzen ernannt und wurde Oberbefehlshaber über die Truppen im Kaukasus. Er schlug Kasi-Mulla im Oktober 1832 und nahm dessen Hauptfeste Gimry im Sturm. Gegen den Tschetschenenführer Schamil konnte er jedoch bis 1836 nichts ausrichten. 1837 wurde er Ehrenmitglied der Akademie der Wissenschaften in Sankt Petersburg.
Zum Senator und Mitglied des Kriegsrats in Sankt Petersburg ernannt, starb er am 15. August 1841.

### Familie
Er heiratete im Jahr 1811 die Gräfin Elisabeth Subow (* 19. Oktober 1792; † 9. Februar 1862), Tochter des Grafen Dmitri Subow († 1836) und der Praskowia Wjasemski. Das Paar hatte mehrere Kinder:
- Alexander (* 12. Dezember 1812; † 24. Januar 1874), Oberstleutnant.

⚭ Eudoxia Ilowaiski (* 20. Juli 1820; † 5. Juli 1842).
⚭ 1847 Prinzessin Elisabeth Swjatopolk-Tschetwertinski († 1874), Tochter von Prinz Boris Swjatopolk-Tschetwertinski und Nadine Gagarin.
- Dmitri (* 20. Juni 1815), Oberst ⚭ 1845 Maria Ladyshenski (Witwe von Michail Lvov, Gouverneur von Witebsk), Tochter von Feodor Ladyshenski und Barbara Islenjew.
- Sophia (* 4. April 1821; † 11. Januar 1900) ⚭ Wladimir Aladin († 2. Februar 1876).
- Pauline (* 15. November 1825; † 12. August 1899), Nonne mit dem Namen Mitrofania,  Abtissin des Klosters Serpuchow.
- Lydia (* 2. Februar 1817; † 6. Dezember 1866) ⚭ Alexander Dadian von Mingrelien († 10. Juni 1865), Oberst
- Adelheid  (* 11. November 1818)